# تومي غريفز
تومي غريفز (بالإنجليزية: Tommy Greaves)‏ (26 مارس 1892 في المملكة المتحدة - ) هو لاعب كرة قدم بريطاني (وحمل سابقاً جنسية المملكة المتحدة لبريطانيا العظمى وأيرلندا) في مركز الظهير. لعب مع نادي بوري ودارلينجتون إف سى.